# Hörselgau
Hörselgau is een ortsteil van de landgemeente Hörsel in de Duitse deelstaat Thüringen. Tot 1 december 2011 was Hörselgau een zelfstandige gemeente. Het dorp wordt voor het eerst genoemd in een oorkonde uit 1215.